# 중앙아프리카 공화국의 국기

비율 2:3

중앙아프리카 공화국의 국기는 1958년 12월 1일에 제정되었다. 프랑스의 국기를 구성하는 색인 파란색, 하얀색, 빨간색과 범아프리카색인 초록색, 노란색, 빨간색을 사용하였다. (다만, 프랑스의 국기 색으로써 쓰인 빨간색과 범아프리카색으로써 쓰인 빨간색은 서로 중복되기 때문에 실제로 사용된 색은 모두 5색이다.)
파란색은 하늘과 자유를, 하얀색은 평화와 존엄을, 빨간색은 나라의 독립을 위해 국민이 흘린 피를, 초록색은 희망과 신뢰를, 노란색은 인내와 관용을, 노란색 별은 밝은 미래를 의미한다.

## 색상
| 색상 | 파랑               | 하양                  | 초록                | 노랑                | 빨강                |
| ---- | ------------------ | --------------------- | ------------------- | ------------------- | ------------------- |
| RGB  | 0–48–130 (#003082) | 255–255–255 (#FFFFFF) | 40–151–40 (#289728) | 255–206–0 (#FFCE00) | 210–16–52 (#D21034) |

## 그 외의 기

중앙아프리카 제국의 황제기 (1976년 ~ 1979년)